# Accident ferroviaire de Magude
 (janvier 2024).
L'accident ferroviaire de Magude survient le 27 mars 1974 à Magude, au Mozambique portugais, lorsqu'un train transportant des passagers en provenance de Rhodésie entre en collision frontale avec un train de marchandises mozambicain, provoquant une explosion qui tue 70 personnes et blesse 200 autres. Il s'agit alors du pire accident ferroviaire de l'histoire du Mozambique.

## Accident
Tôt le matin ou le soir du 27 mars 1974, un train en direction du sud transportant des passagers en provenance de Rhodésie entre en collision avec un train de marchandises mozambicain à l'arrêt en direction du nord transportant, entre autres choses, des produits pétroliers. L'accident se produit à Magude, au Mozambique portugais, à quelques kilomètres au nord de la capitale, Lourenço Marques (actuellement Maputo). La collision provoque l'explosion des produits pétroliers à bord du train de marchandises et une projection d'huile brûlante sur plusieurs voitures du train de voyageurs. La chaleur extrême fait fondre les voitures concernées, tuant les passagers à l'intérieur. Plusieurs passagers des voitures qui ne brûlent pas tentent de sauver certaines des victimes, mais sont contraints de faire demi-tour à cause des flammes.
Le jour de la collision, 60 passagers seraient morts. Quelques jours plus tard, la police met à jour son bilan, qui passe à 70 morts et environ 200 blessés. L'accident est la pire catastrophe ferroviaire de l'histoire du Mozambique, dépassée en 2002 par la catastrophe ferroviaire de Tenga avec 192 morts. Le président du Liberia William Tolbert adresse ses condoléances au Premier ministre mozambicain Joaquim Chissano.